# Avenida Los Héroes (San Juan de Miraflores)
La avenida Los Héroes es una de las principales avenidas del distrito de San Juan de Miraflores, en la ciudad de Lima, capital del Perú. Se extiende de este a oeste, a lo largo de 13 cuadras. El viaducto elevado de la línea 1 del Metro de Lima y Callao se extiende a lo largo de toda su berma central. Su trazo es continuado al sureste por la avenida Pachacútec.

## Recorrido
Se inicia en el intercambio vial de Atocongo, siguiendo el trazo de la avenida Tomás Marsano.